# كيرك ألين (كاتب خيال علمي)
كيرك ألين (بالإنجليزية: Kirk Allen)‏ هو كاتب خيال علمي أمريكي، (و. 1918  م).